# スチュアート・ホールデン
スチュアート・ホールデン（Stuart Holden, 1985年8月1日 - ）は、スコットランド、アバディーン出身の元サッカー選手。アメリカ代表である。ポジションはミッドフィールダー。

## 経歴

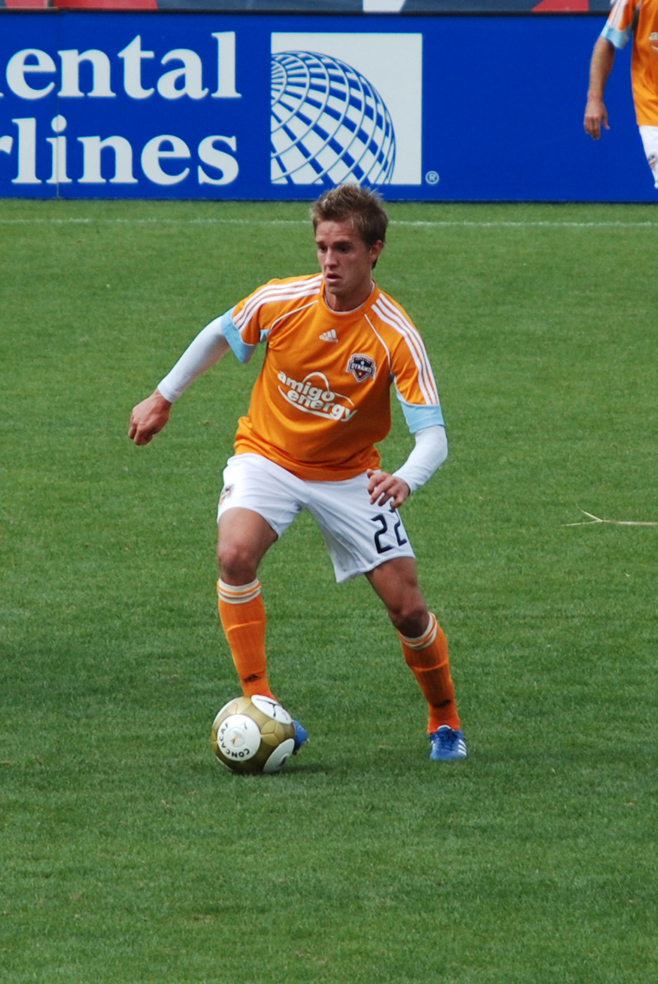
MLSでプレーするホールデン

スコットランドのアバディーンに生まれたが、10歳の時に家族とともにテキサス州シュガーランドに引越し、そこで育った。彼の父親はシェブロンの人材部門で働いていた。ホールデンはクレムソン大学のサッカークラブで2年間プレーし、2005年3月にイングランド・プレミアリーグのサンダーランドAFCと契約した。しかし、3月12日にニューカッスルのバーの外で襲われて左眼窩を損傷し、トップチームでの出場はかなわなかった。
ヒューストン・ダイナモ
2006年、生まれ育ったテキサス州のヒューストン・ダイナモに移った。5月27日にMLSデビューを果たし、7月22日のニューイングランド・レボリューション戦で初ゴールを決めた。2006年のレギュラーシーズンは13試合に出場し、MLSカップでは2試合に出場した。優勝を決めるPK戦では2番目のキッカーとして登場し、右上隅に決めた。2007年シーズンはブラッド・デイヴィスの怪我などもあって出場機会が増加し、主に左ウイングで出場した。7月25日の試合では2得点と3アシストを決めた。2008年にはアメリカサッカー界の博愛主義者賞(Humanitarian of the Year)を受賞した。
ボルトン・ワンダラーズ
2009年シーズン終了後にイングランドで数週間の間トレーニングを受け、2010年1月25日にボルトン・ワンダラーズFCとの契約にサインした 。オーウェン・コイル監督が率いるこのチームでは、2月24日のFAカップ・トッテナム・ホットスパーFC戦でデビューし、90分間フル出場した。リーグ戦デビューは2月27日のウルヴァーハンプトン・ワンダラーズFC戦で、フル出場して1-0でウルヴズに勝利した。
2010-2011シーズンはレギュラーに定着、チームの司令塔としてボルトンの快進撃を支える活躍を披露。チーム11年ぶりのFAカップ準決勝進出にも貢献していたが、3月19日のマンチェスター・ユナイテッドFC戦でジョニー・エヴァンズから悪質なタックルを受け膝を負傷。全治6ヶ月と診断され、シーズンを終える。ホールデンを失ったボルトンはウェンブリー・スタジアムで行われたFAカップ準決勝ストーク・シティFC戦で5-0で完敗。リーグでも2勝6敗と急失速し、それまで7位だった順位も14位に落ちてシーズンを終える。このシーズンの活躍を評価され、ボルトンの年間最優秀選手に選ばれる。
2011-2012シーズンは前述の怪我の影響で出遅れていたが、9月20日のカーリングカップアストン・ヴィラFC戦で復帰し90分間プレー。その後、急を要するものではないが万全を期すために膝の手術を受けた。全治6週間と報道されていたが、
その手術で軟骨の損傷が見つかり、全治6ヶ月と診断された。

### 代表
U-20アメリカ代表として11試合に出場した。2007年初めにはU-23アメリカ代表の合宿に参加し、12月には中国に遠征してU-23中国代表と戦った。2008年7月、北京オリンピックに出場するメンバーに招集され、8月7日の日本戦で得点した 。2009年7月にはCONCACAFゴールドカップに出場し、7月4日のグレナダ戦で初出場と初ゴールを記録し、7月11日のハイチ戦では先制点をアシストしたほか、92分に30ヤードの距離からゴールを決めて引き分けに持ち込んだ。2-0で勝利した準決勝のホンジュラス戦では2アシストを記録し、これらの活躍から大会のベストイレブンに選ばれた。
2010年5月27日、2010 FIFAワールドカップ本大会に向けたアメリカ代表メンバーに選ばれた。

## 家族
ホールデンはスコットランドに生まれ、10歳のときにアメリカ合衆国に移住した。2006年にアメリカ市民権を得ている。父親は16年もの闘病生活の末、2009年はじめに膵臓癌のため亡くなった。父親が亡くなって以来、ホールデンはLivestrongプロジェクトのリストバンドを身に付けている。母親と姉妹はヒューストンで暮らしている。弟のユアン・ホールデンはヴェイレBKでプレーするプロサッカー選手である。

## 逸話
カウンターストライクの元プロゲーマーで2002年のWorld Cyber Games、
2003年のCyberathlete Professional League
等の世界大会にも出場。クレムソン大学時代にサッカーに専念。

## 所属クラブ
- 2005  サンダーランドAFC
- 2006-2009  ヒューストン・ダイナモ
- 2010-2014  ボルトン・ワンダラーズFC

→ 2013  シェフィールド・ウェンズデイFC (loan)

## 代表歴

### 出場大会
- アメリカ代表
  - 2010 FIFAワールドカップ

### 試合数
- 国際Aマッチ 25試合 3得点（2009年-2013年）[16]

| アメリカ代表 | 国際Aマッチ | 国際Aマッチ |
| 年           | 出場        | 得点        |
| ------------ | ----------- | ----------- |
| 2009         | 11          | 2           |
| 2010         | 6           | 0           |
| 2011         | 0           | 0           |
| 2012         | 0           | 0           |
| 2013         | 8           | 1           |
| 通算         | 25          | 3           |

### 得点
| # | 日時          | 場所         | 対戦相手 | スコア | 最終結果 | 大会                        |
| - | ------------- | ------------ | -------- | ------ | -------- | --------------------------- |
| 1 | 2007年6月2日  | サンノゼ     | 中国     | 2–1    | 4–1      | 親善試合                    |
| 2 | 2007年6月24日 | シカゴ       | メキシコ | 2–1    | 2–1      | 2007 CONCACAFゴールドカップ |
| 3 | 2013年7月9日  | ポートランド | ベリーズ | 4–1    | 6–1      | 2013 CONCACAFゴールドカップ |

## タイトル
- ヒューストン・ダイナモ

MLSカップ:2006, 2007
- 個人

MLSベストイレブン:2009
CONCACAFゴールドカップベストイレブン:2009